# Nils Sköld
Nils Gunnar Sköld, född 23 maj 1921 i Maria Magdalena församling, Stockholm, död 17 mars 1996 i Västerleds församling, Stockholm, var en svensk militär (generallöjtnant).

## Biografi
Sköld avlade officersexamen 1943 och studerade vid Krigshögskolan (KHS) 1948–1950. Han blev kapten 1952, major 1960, överstelöjtnant 1962, överste 1964, generalmajor 1969 och generallöjtnant 1974.
År 1959 var han kompanichef för svenska FN-bataljonen i Gaza. Åren 1960–1961 var han lärare vid KHS och därefter sektionschef vid Försvarsstaben 1964–1967. Åren 1968–1969 var han stabschef Västra militärområdet och chef armématerielförvaltningen vid Försvarets materielverk och tekniska stabskåren åren 1969–1974. Åren 1974–1976 var han militärbefälhavare Östra militärområdet och överkommendant i Stockholm 1974-1976. Åren 1976–1984 var han arméchef.
Sköld var expert under 1962 års försvarskommission och 1965 års försvarsutredning. Han ledde 1969 års försvarsforskningsutredning. Ledamot av Kungliga Krigsvetenskapsakademien sedan 1960.
Sköld var son till politikern och tidigare försvarsministern Per Edvin Sköld och Edit Sköld (född Persson) samt bror till Riksmarskalk Per Sköld, Överdirektör Skolöverstyrelsen Lars Sköld och Riksantikvarie Margareta Biörnstad. Han var gift med Inger Rutqvist (född 1924).

## Utmärkelser
- Kommendör av första klass av Svärdsorden, 5 juni 1971.[2]